# Foodfight
Foodfight! (Título en español: ¡Pelea de comida!) es una película estadounidense de comedia de aventura de animación por computadora producida por Threshold Entertainment y dirigida por Larry Kasanoff. La película cuenta con las voces de Charlie Sheen, Wayne Brady, Hilary Duff, Eva Longoria, Larry Miller y Christopher Lloyd. La película cuenta la historia de unas mascotas de diferentes marcas de comida que cobran vida en un supermercado después de su cierre, pero esto se verá impedido por las fuerzas villanas de la "Marca X".  Es considerada como una de las peores películas animadas de todos los tiempos.
A pesar de que Kasanoff invirtió muchos millones de dólares, Foodfight! tuvo una producción problemática y muy retrasada; la película fue originalmente programada para un lanzamiento en la Navidad del 2003, sin embargo se canceló su lanzamiento ese año y fechas posteriores a su lanzamiento también fueron canceladas. Finalmente, después que los productores incumplieran un préstamo, en septiembre de 2011 los acreedores subastaron los activos de la película y todos los derechos asociados. En 2012, la película tuvo un lanzamiento discreto en DVD en la mayoría de territorios.

## Trama
Foodfight! toma lugar en "Marketropolis", un supermercado que después de la hora de su cierre, se transforma en una ciudad en la que todos los ciudadanos son "Ikes", personificando a diferentes marcas conocidas. En el mundo de los Ikes, la heroíca mascota de cereales Dex Dogtective está a punto de proponerle a su novia, Sunshine Goodness, matrimonio, pero desaparece justo antes de que pueda hacerle la propuesta. Seis meses más tarde, en el "mundo real", un representante de la Marca X llamado Mr. Clipboard llega a Marketropolis y empuja agresivamente la gama de productos genéricos de la Marca X. En el mundo de los Ikes, la llegada de Lady X, el seductor detergente de la Marca X, causa una conmoción en el club de Dex, el Copabana. Los productos de la Marca X empiezan a reemplazar los productos del mundo de los Ikes, el cual es representado en su mundo con la muerte de varios de ellos. Después de que el amigo de Dex; Daredevil Dan; desaparece, Dex empieza a investigar. Después de investigar se entera de que Sunshine está encerrada en un secador con Dan para ser fundidos pero los dos se dirigen para huir y Dan sale, en ese mismo momento Dan y Dex se enteran de que la Marca X contiene un ingrediente tóxico que es adictivo y luego salvan a Sunshine. Mr. Clipboard entra en el mundo de los Ike, y descubre que es un robot controlado por Lady X. Lady X revela que ella había sido previamente el logo de una marca fracasada de ciruelas y pasas, y había estado robando la esencia de Sunshine para crear una nueva marca. Dex y Sunshine la derrotan, volviéndola a su forma original. Con Lady X derrotada, descubren un antídoto que revive a los Ikes muertos, finalmente Dex y Sunshine se casan.

## Reparto
A pesar de la presencia de muchos personajes licenciados, los personajes principales de esta película son personajes originales.
- Charlie Sheen como Dex Dogtective.
- Wayne Brady como Daredevil Dan.
- Hilary Duff como Sunshine Goodness.
- Eva Longoria como Lady X.
- Larry Miller como Vlad Chocool.
- Christopher Lloyd como Mr. Clipboard
- Robert Costanzo como Maximillus Moose.
- Chris Kattan como Polar Penguin.
- Edward Asner como Mr. Leonard
- Jerry Stiller como General X.
- Christine Baranski como Hedda Shopper.
- Lawrence Kasanoff como Cheasel T. Weasel
- Harvey Fierstein como Fat Cat Burglar.
- Cloris Leachman como Brand X Lunch Lady.
- Haylie Duff como Sweetcakes.
- Shelley Morrison como Lola Fruitola.
- Edie McClurg como Mrs. Butterworth
- George Johnsen as Kaptain Krispy.
- Greg Ellis como Hairy Hold.
- James Arnold Taylor como Doctor Si Nustrix.
- Jeff Bennett como Lieutenant X.
- Stephen Stanton como Mr. Clean (escena eliminada).
- Jeff Bergman como Charlie Tuna.
- Enn Reitel como Kung Tofu / François Fromage.
- Daniel Franzese como Twinkleton.
- Jason Ortenberg, Zachary Liebreich-Johnsen, Andrew Ortenberg and Jennifer Keith como los niños.

Las voces adicionales están proporcionadas por Melissa Disney, Jennifer Keith, Bob Bergen, Susan Silo, Daniel Bernhardt, y John Florece.

## Producción
Lawrence Kasanoff y un empleado de Threshold Entertainment llamado Joshua Wexler crearon el concepto en 1999. Una inversión conjunta de $25 millones en el proyecto fue realizada por Threshold y la compañía de inversiones coreana Natural Image. Los productores esperaban que las ventas y los préstamos extranjeros contra las ventas proporcionaran la parte restante del presupuesto. El remanente estimado fue de $ 50 millones. 
La película fue creada y producida por la tienda de efectos digitales de Threshold, ubicada en Santa Mónica, California, en el área metropolitana de Los Ángeles. A finales de 2002 / principios de 2003, Kasanoff informó que los discos duros que contenían activos inacabados de la película habían sido robados, en lo que él llamó un acto de "espionaje industrial". La película debía ser animada por ordenador, con un uso exagerado de "squash y estiramiento" para parecerse a los cortos de los Looney Tunes, pero después de que la producción se reanudó en 2004, Kasanoff cambió a un estilo más centrado en la captura de movimiento, con el resultado de ser que "él y los animadores hablaban dos idiomas diferentes".
Lionsgate estableció un acuerdo de distribución y la compañía de financiamiento StoryArk representó a inversionistas que dieron $20 millones en fondos a Threshold en 2005 debido al acuerdo de Lionsgate, a los actores de voz famosos y a los derechos de los productos. Una fecha de lanzamiento en 2005 se anunció más tarde, pero se perdió. Otro reparto de la distribución fue golpeado en 2007, pero otra vez, nada vino de él. Lionsgate tuvo una reacción negativa a los retrasos. Los inversionistas se habían impacientado debido a que la compañía de producción de películas incumplió su pagaré garantizado y las fechas de lanzamiento que no se cumplieron. Finalmente, en 2011, la película fue subastada por $2.5 millones. Los inversores de StoryArk habían invocado en última instancia una cláusula en su contrato que permitía a la Fireman's Fund Insurance Company, que había asegurado Foodfight!, completar y liberar la película de la manera más económica y rápida posible.

## Lanzamiento
Una compañía de seguros recibió los derechos de autor de la película en 2012 y comenzó a lanzarla con su mercancía asociada. En junio de 2012, Foodfight! recibió una versión limitada en el Reino Unido, recaudando aproximadamente $20,000 de venta de entradas en su primer fin de semana. Fue lanzado en DVD en Europa en octubre de ese mismo año.

### Recepción de la crítica
En el momento en que la película fue anunciada, fue denunciada por llevar la colocación de productos al extremo en una película dirigida a los niños. Kasanoff respondió a la controversia señalando que no se les pagó dinero por la inclusión de la marca y por lo tanto la adición de marcas conocidas no constituía colocación de productos, aunque se esperaba que las marcas proporcionaran $100 millones en promoción cruzada.
The A.V. Club declaró que "... la fealdad grotesca de la animación sería un disyuntor incluso si la película no fuera demasiado deslumbrante en su sexualidad, inducida por la pesadilla en su animación y llena de matices nazis e iconografía aún más flagrantemente. No aptos para los niños que el guión de pared a pared de la escritura de crudo doble entenders e intimaciones extrañas de sexo entre especies ". El A.V. Club también afirmó que Foodfight!, no sólo representa uno de los lapsos más aterradores del mundo del entretenimiento de gusto, moderación y juicio en la memoria reciente, es uno de esos momentos de la caída de la civilización". Un artículo del New York Times condenó la película, diciendo: "La animación parece inacabada ... Y la trama ... es impenetrable e incluso ofensiva". El artículo también informó que Foodfight! ha sido "aprovechado por los proveedores de Internet de mal cine". Indiewire lo llamó "una de las peores películas de animación jamás hechas", mientras que Hollywood News lo llamó "de lejos el pedazo de mierda que he tenido la desgracia de ver". Tim Brayton de Antagony & Ecstasy lo describió como "la película animada más fea absoluta que alguna vez ha sido lanzada por algo que se parece a un estudio de animación real". Brayton concluyó diciendo: "Esto es, con toda sinceridad, una de las peores películas que he visto".
En febrero de 2013, la película fue lanzada en VOD y fue lanzada en DVD en los Estados Unidos el 7 de mayo de 2013. Jake Rossen de The New York Times describió el lanzamiento de la película en Estados Unidos como "un debut en silencio". El lanzamiento de Estados Unidos se retrasó debido a que la distribuidora estadounidense, Viva Pictures, quería liberarla cuando Walmart pudiera conseguir una exhibición del producto satisfactorio para la película. Según el presidente de la empresa, Víctor Elizalde, la inversión modesta de Viva Pictures de una suma no especificada había resultado rentable.
- Datos: Q3076451